# Galaxias tanycephalus
Galaxias tanycephalus är en fiskart som beskrevs av Fulton, 1978. Galaxias tanycephalus ingår i släktet Galaxias och familjen Galaxiidae. IUCN kategoriserar arten globalt som sårbar. Inga underarter finns listade i Catalogue of Life.